# Borneogrodmun
Borneogrodmun (Batrachostomus mixtus) är en fågel i familjen grodmunnar.

## Utseende
Borneogrodmunnen är en 20–23 cm lång medlem av familjen. Den är lik sumatragrodmunnen och de båda behandlades ibland som en och samma art. Borneogrodmunnen saknar dock utbrett med vitt på undersidan, hanen har mycket mörkare hjässan och honan är mycket mer kontrasterande rostbrun.

## Utbredning och systematik
Borneogrodmun återfinns som namnet avslöjar på Borneo. Den behandlades tidigare som underart till sumatragrodmun (B. poliolophus) och vissa gör det fortfarande.

## Status och hot
Arten har ett stort utbredningsområde, men tros minska i antal, dock inte tillräckligt kraftigt för att den ska betraktas som hotad. Internationella naturvårdsunionen IUCN listar arten som livskraftig (LC).